# Cratere Opelt

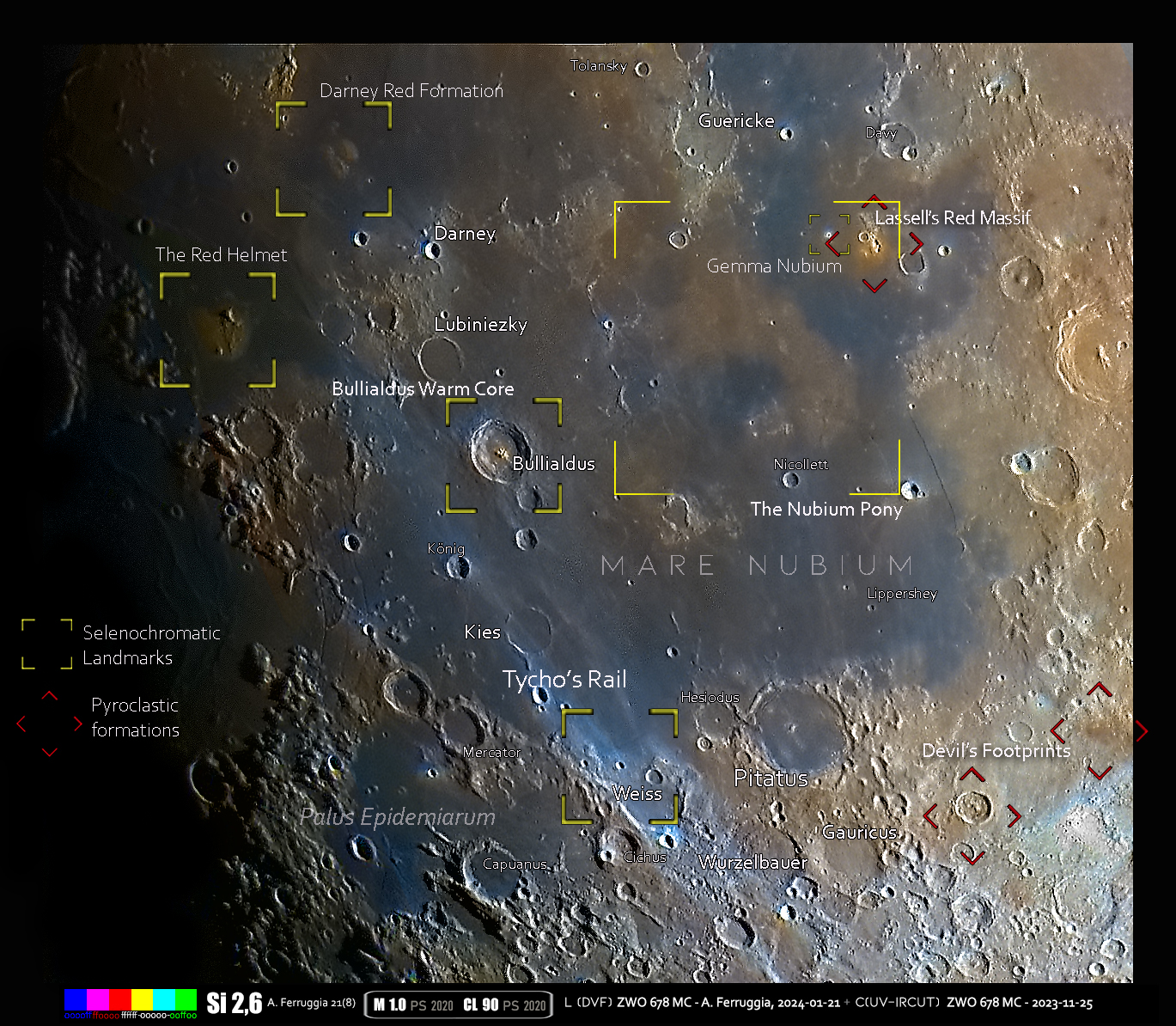
Area del cratere in immagine Si

Opelt  è il nome di un lunare da impatto intitolato al finanziere e mecenate tedesco Friedrich W. Opelt. Opelt si trova a nord di una formazione simile, il cratere Gould, e a nord-est del cospicuo cratere Bullialdus.
Questo cratere è stato coperto dalla lava e ne rimane solo una modesta traccia del bordo, meritando l'appellativo di cratere fantasma. Il profilo di Opelt presenta numerose interruzioni, di cui la maggiore è a nord ed altre minori si trovano a sud ed a sud-est. Il cratere satellite Opelt E si trova a sud dei resti del margine occidentale. L'interno è livellato, con l'eccezione di una modesta altura verso sud-ovest.
A nord di questa formazione, nel mare lunare si trova un sistema di rimae sinuose denominate Rimae Opelt, che si estendono per circa 70 chilometri.

## Crateri correlati
Alcuni crateri minori situati in prossimità di Opelt sono convenzionalmente identificati, sulle mappe lunari, attraverso una lettera associata al nome.
| Opelt | Latitudine | Longitudine | Diametro |
| ----- | ---------- | ----------- | -------- |
| E     | 17,0° S    | 17,8° W     | 8 km     |
| F     | 18,1° S    | 18,7° W     | 4 km     |
| G     | 16,8° S    | 17,2° W     | 4 km     |
| H     | 15,8° S    | 17,3° W     | 3 km     |
| K     | 13,6° S    | 17,1° W     | 5 km     |